# Vinçenc Prennushi
Vinçenc Prennushi, OFM, rodným jménem Nikollë Prendushi (4. září 1885, Skadar – 19. března 1949, Drač) byl albánský římskokatolický duchovní, arcibiskup dračský a řeholník Řádu menších bratří, zabitý komunisty během jejich režimu v Albánii v čele s Enverem Hodžou. Katolická církev jej uctívá jako blahoslaveného mučedníka.

## Život
Narodil se dne 4. září 1885 ve Skadaru rodičům Gjonu Prennushimu a Drande Prennushi.
Odcestoval do Rakouska, kde roku 1900 zahájil svůj noviciát v Řádu menších bratří. Zvolil si řeholní jméno Vinçenc. V Innsbrucku poté absolvoval teologická a filosofická studia. Dne 12. prosince 1904 složil v Salzburgu své řeholní sliby. Dne 19. března 1908 byl vysvěcen na kněze. Svoji primiční mši svatou sloužil 25. března téhož roku.
Po osamostatnění se Albánie nad Osmanskou říší roku 1913 začal psát knihy o národních záležitostech a publikoval také články do novin a časopisů.
Dne 27. ledna 1936 jej papež Pius XI. jmenoval biskupem diecéze Sapë. Biskupské svěcení přijal dne 19. března 1936. Světitelem byl biskup Giovanni Battista della Pietra. Dne 26. června 1940 jej papež Pius XII. jmenoval arcibiskupem dračské arcidiecéze.
Roku 1945 se vlády v Albánii chopili komunisté v čele s diktátorem Enverem Hodžou. Ten jej a dalšího albánského katolického biskupa povolal, požadujíc, aby vystoupil s jednoty s římským papežem a vstoupil do nové státní církve. Ani jeden s biskupů tak neučinil. Dne 19. května 1947 byl komunistickými úřady zatčen a dne 28. února 1948 odsouzen dvěma desítkám let vězení.
Zemřel na následky mučení dne 19. března 1949 ve věznici v Drači. Jeho přeživší spoluvězeň později popsal konec jeho života a jeho mučení.

## Úcta
Beatifikační proces jeho a dalších albánských mučedníků započal dne 4. září 2002, čímž obdrželi titul služebníci Boží. Dne 26. dubna 2016 podepsal papež František dekret o jejich mučednictví.
Blahořečen pak byl ve skupině albánských mučedníků dne 5. listopadu 2016 v katedrále svatého Štěpána ve Skadaru. Obřadu předsedal jménem papeže Františka kardinál Angelo Amato.
Jejich památka je připomínána 5. listopadu. Bývá zobrazován v biskupském oděvu.